# Arton
Cet article concerne le ruisseau belge de l'Arton. Pour l'escroc français des années 1880-90, voir Émile Arton.
 (mai 2015).
L’Arton (ou le Harton, suivant des documents anciens) est un ruisseau hesbignon affluent de l’Orneau, et donc, par la Sambre, sous-affluent de la Meuse en Belgique. Il prend sa source à Saint-Denis et, après avoir traversé le village de Lonzée dans toute sa longueur, se jette dans l’Orneau près du château de Vichenet à Bossière, entre Gembloux et Mazy.

## Patrimoine
Le Moulin d’Harton (à Lonzée), est un moulin à eau qui fut édifié pour les moniales de l’abbaye d'Argenton (XIIIe siècle). Reconstruit en 1741 et restauré en 1992 il est classé au patrimoine de Wallonie.